# The Comics Journal
The Comics Journal est une revue américaine consacrée à la bande dessinée publiée par Fantagraphics depuis 1976. Principale publication du genre aux États-Unis, elle est particulièrement connue pour ses entretiens-fleuves qui permettent d'aborder en profondeur l'œuvre et la vie des auteurs. Après son 300e numéro daté de novembre 2009, la revue passe en ligne, Fantagraphics n'éditant plus ensuite que de deux gros volumes annuels en 2011 et 2012. Au total, 276 numéros ont été publiés (du 27 au 302).
Du no 27 au no 31, TCJ s'appelle The New Nostalgia Journal, du nom de la revue concurrente du Comics Buyer's Guide que venaient d'acheter Gary Groth et Michael Catron.

### Documentation
- (en) R. Fiore, « The Experience of Comics », dans The Comics Journal no 300, Fantagraphics, novembre 2009, p. 252-258.
- (en) R. C. Harvey, « Something Old and Something new », dans The Comics Journal no 300, Fantagraphics, novembre 2009, p. 266-273.
- (en) Rich Kreiner, « The Firing Line Forms Here », dans The Comics Journal no 300, Fantagraphics, novembre 2009, p. 246-251.